# 법쩐
《법쩐》은 2023년 1월 6일부터 2023년 2월 11일까지 방송된 SBS 금토 드라마이다.

## 프로그램 소개
'법’과 ‘쩐’의 카르텔에 맞서 싸우는 ‘돈장사꾼’ 은용과 ‘법률기술자’ 준경의 통쾌한 복수극

## 제작진

### 배급사
- 플러스엠엔터테인먼트

### 제작사
- 레드나인 픽쳐스
- 스튜디오드래곤
- 바람픽쳐스
- 카카오엔터테인먼트

### 제작
- 유홍구

### 극본
- 김원석: 영화 《닥터 K》(연출부), 영화 《죽거나 혹은 나쁘거나》(조감독), 영화 《짝패》(조연출), 영화 《대한이, 민국씨》(각색), 도서 《태양의 후예》(저서), MBC 주말 특별 기획 드라마 《친구, 우리들의 전설》(공동 연출), MBC 수목 드라마 《여왕의 교실》(집필), KBS 2TV 수목 드라마 《태양의 후예》(공동 집필), JTBC 금토 드라마 《맨투맨》(집필) 집필

### 연출
- 이원태: MBC TV 《신비한TV 서프라이즈》(기획), 도서 《조선 마술사(무블 02)》(저서), 도서 《조선 누아르 범죄의 기원》(저서), 도서 《아편전쟁》(공동 저서), 도서 《대장 김창수》(저서), 영화 《오싹한 연애》(제작), 영화 《파파》(기획), 영화 《가비》(스토리 기획), 영화 《조선마술사》(원작자), 영화 《대장 김창수》(각본, 감독, 원작자, 단역-은행장 역), 영화 《악인전》(감독, 각본), 영화 《대외비》(감독) 연출
- 함준호: SBS 월화 드라마 《복수가 돌아왔다》(연출) 연출

## 출연진
- (†) 표시는 드라마 상에서 최종적으로 사망한 인물이다.

### 주요 인물
- 故 이선균: 은용 역(아역: 이천무, 윤정일) - 돈 장사꾼
- 문채원: 박준경 역(아역: 한동희) - 전직 검사, 법무관 육군 소령
- 강유석: 장태춘 역(아역: 서윤혁) - 형사부 말석검사, 은용의 조카
- 박훈: 황기석 역 - 특수부 부장검사
- 김홍파: 명인주 역 - 명동 사채왕, 기석의 장인

### 우리 편
- 김미숙: 윤혜린 역 †(특별 출연) - 블루넷 대표, 준경의 어머니
- 서정연: 은지희 역(아역: 박환희, 특별 출연) - 전직 마담, 은용의 누나이자 태춘의 어머니
- 김혜화: 홍한나 역 - ‘체인지’ 사모펀드 대표, 은용의 파트너
- 최덕문: 남상일 역 - 베테랑 검찰 수사계장, 태춘의 파트너
- 최정인: 함진 역 - 대검 감찰부 검사

### 황기석 & 명회장 라인
- 이기영: 오창현 역 †(특별 출연) - 검사장 전관, 현 GMi뱅크 대표
- 손은서: 명세희 역 - 명회장의 딸이자 기석의 아내, 파인다이닝 ‘요리家’ 운영
- 최민철: 박정수 역 - 형사5부 부장검사, 태춘의 직속상관
- 박정표: 이영진 역 - 특수부 부장검사, 기석의 심복
- 권혁: 이수동 역 - 평검사 출신 변호사, 명회장의 파트너
- 원현준: 이진호 역 - 자본시장 건달, 은용의 소년원 친구
- 이건명: 김성태 역 †- 자본시장 건달, 명회장의 오른팔

### 그 외 인물
- 권태원: 백인수 역 - 검찰출신 여당 3선 국회의원
- 조영진: 손승진 역 - 전 중소벤처기업부 장관, 현 야당 정치인
- 박명신: 김복순 역
- 김재록: 박 사장 역
- 이종구: 김 사장 역 - 광운실업 사장
- 신문성: 권성욱 역 - 주임 교도관
- 전익령: 원지아 역 - 박준경 피습사건 담당형사
- 서영삼: 남재욱 역 - 감찰부장
- 우상전
- 이승철: 황원철 역 - 검찰총장
- 이기열: 이정근 역 - 남산금융그룹 회장

### 특별 출연
- 서지훈: 차동진 역

## 시청률
최저 시청률과 최고 시청률은 시청률 조사회사와 지역별로 시청률에 차이가 있을 수 있습니다.
| 2023년 | 2023년   | 2023년         | 2023년       | 2023년 |
| 회차   | 방송일   | AGB 시청률     | AGB 시청률   |        |
| 회차   | 방송일   | 대한민국(전국) | 서울(수도권) |        |
| ------ | -------- | -------------- | ------------ | ------ |
| 제1회  | 1월 6일  | 8.7%           | 9.6%         |        |
| 제2회  | 1월 7일  | 7.4%           | 8.3%         |        |
| 제3회  | 1월 13일 | 8.7%           | 8.9%         |        |
| 제4회  | 1월 14일 | 9.6%           | 10.1%        |        |
| 제5회  | 1월 20일 | 9.5%           | 9.7%         |        |
| 제6회  | 1월 21일 | 7.1%           | 7.5%         |        |
| 제7회  | 1월 27일 | 11.1%          | 11.6%        |        |
| 제8회  | 1월 28일 | 10.7%          | 10.7%        |        |
| 제9회  | 2월 3일  | 11.1%          | 11.1%        |        |
| 제10회 | 2월 4일  | 9.5%           | 9.9%         |        |
| 제11회 | 2월 10일 | 11.4%          | 11.8%        |        |
| 제12회 | 2월 11일 | 11.1%          | 10.8%        |        |

## 참고 사항
- 문채원, 김미숙은 SBS 주말 특별 기획 드라마 《찬란한 유산》 이후 14년 만에 재회하여 캐스팅 되었다.
- 김홍파, 최덕문은 영화 《암살》 이후 8년 만에 재회하여 캐스팅 되었다.
- 김홍파, 권태원은 영화 《내부자들》 이후 8년 만에 재회하여 캐스팅 되었다.
- 원현준, 최민철은 영화 《대외비》 이후로 1년 만에 재회하여 캐스팅 되었다.

## 수상 경력
- 2023년 SBS 연기대상 남자 신인 연기상(강유석)
- 2023년 SBS 연기대상 미니시리즈 장르&액션 부문 여자 최우수 연기상 (문채원)